# JEWELINCLE じゅえりんくる〜12の妖精とふしぎな宝石箱〜
『JEWELINCLE じゅえりんくる〜12の妖精とふしぎな宝石箱〜』（じゅえりんくる 12のようせいとふしぎなほうせきばこ）とは、テレビ神奈川（tvk）の子供番組『キッズ劇場 ピース』内で、2014年1月4日から2014年3月29日まで放送された5分枠の短編テレビアニメ。

## 概要
あるところにふしぎな宝石箱をもらった少女がいた。宝石箱には幸せへと導く宝石の妖精が住んでいる。
箱の中から少女を見守る宝石の妖精たちはいつも大騒ぎ。選ばれた宝石が少女の下へ行き、悩みを解決に導く。

## 登場人物
がーにゃ
1月の誕生石、ガーネットがモデル。
じすた
2月の誕生石、アメシストがモデル。
まりね
3月の誕生石、アクアマリンがモデル。
もんどら
4月の誕生石、ダイヤモンドがモデル。
らるぴー
5月の誕生石、エメラルドがモデル。
ぱるん
6月の誕生石、パールがモデル。
るびび
7月の誕生石、ルビーがモデル。
ぺりる
8月の誕生石、ペリドットがモデル。
さーふぁ
9月の誕生石、サファイアがモデル。
とーま
10月の誕生石、トルマリンがモデル。
ぱーじー
11月の誕生石、トパーズがモデル。
たーぼ
12月の誕生石、ターコイズがモデル。
らぴす
12月の誕生石、ラピスラズリがモデル。

## 放送日・サブタイトル
| 各話              | 放送日(tvk)   | サブタイトル | 登場した宝石の妖精 | 取り上げた宝石 |
| ----------------- | ------------- | ------------ | ------------------ | -------------- |
| 第1話             | 2014年1月4日  | やすらぎの石 | じすた             | アメシスト     |
| 第2話             | 2014年1月11日 | ともだちの石 | ぱーじー           | トパーズ       |
| 第3話             | 2014年1月18日 | みのりの石   | がーにゃ           | ガーネット     |
| 第4話             | 2014年1月25日 | 元気の石     | とーま             | トルマリン     |
| 第5話             | 2014年2月1日  | 旅人の石     | たーぼ             | ターコイズ     |
| 第6話             | 2014年2月8日  | 恋の石       | るびび             | ルビー         |
| 第7話             | 2014年2月15日 | 勇気の石     | まりね             | アクアマリン   |
| 第8話             | 2014年2月22日 | 成功の石     | さーふぁ           | サファイア     |
| 第9話             | 2014年3月1日  | いやしの石   | らるぴー           | エメラルド     |
| 第10話            | 2014年3月8日  | 永遠の石     | もんどら           | ダイヤモンド   |
| 第11話            | 2014年3月15日 | きずなの石   | ぺりる             | ペリドット     |
| 第12話            | 2014年3月22日 | いのちの石   | ぱるん             | パール         |
| 第13話 （最終回） | 2014年3月29日 | しあわせの石 | らぴす             | ラピスラズリ   |

## 声の出演
- ナレーション:新垣里沙（元モーニング娘。）
- 宝石の妖精たち:さんみゅ〜

## スタッフ
- プロデューサー:福原直樹、久保田隆久
- 脚本:岸野聡子
- 構成:大住真理子
- 音楽:nico
- 主題歌:『これが愛なんだ』さんみゅ〜（ポニーキャニオン）
- 音響効果:創音
- 映像製作:室千帆里（ILCA京都スタジオ）
- 演出・キャラクターデザイン:大竹和可奈
- 制作:tvk、ILCA
- 協力:スタージュエリー
- 企画･制作:じゅえりんくるの会